# Lars Chittka

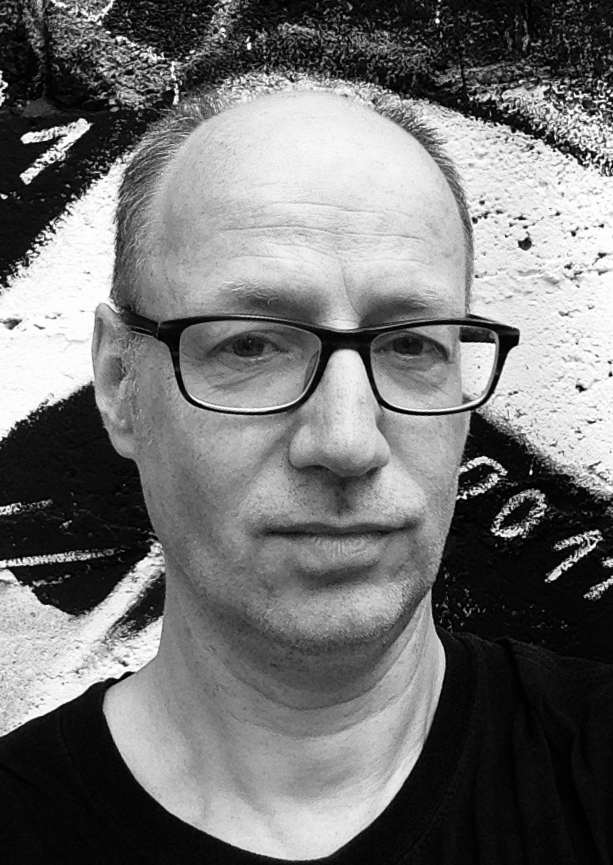
Lars Chittka (2018)

Lars Chittka (* 1963 in Bad Homburg vor der Höhe) ist ein deutscher Biologe und Entomologe.

## Werdegang
Chittka studierte Biologie von 1984 bis 1991 an der Georg-August-Universität Göttingen sowie an der Freien Universität Berlin, wo er von 1991 bis 1993 seine Dissertation verfasste, die Randolf Menzel betreute. Nach einer einjährigen Postdoktorandenzeit wurde er 1994 Außerplanmäßiger Assistenzprofessor an der Stony Brook University im US-Bundesstaat New York. Von 1997 bis 2000 übernahm er eine Stelle als Hochschulassistent an der Julius-Maximilians-Universität Würzburg (JMU). Nach der Habilitation war Chittka an der JMU von 2000 bis 2002 als Privatdozent tätig.
Seit 2002 lehrte Chittka an der Queen Mary University of London, zunächst bis 2003 als Senior Dozent, dann bis 2005 als Dozent für Verhaltensökologie. Seit 2005 ist er dort Professor für Sensory and Behavioural Ecology an der School of Biological and Behavioural Sciences.
Im Jahr 2015 hatte Chittka eine Gastprofessur an der Fuzhou-Universität in Fuzhou, der Hauptstadt der chinesischen Provinz Fujian.

## Forschung
Chittka forscht auf den Gebieten der Entomologie, Evolutionsbiologie, Kognition, Sensorischen Ökologie und Verhaltensbiologie. Sein spezielles Interesse gilt Modellen der Insekten-Pflanzen-Interaktion, insbesondere der Intelligenz von Bienen und Hummeln. Mit seiner Arbeitsgruppe leistete Chittka grundlegende Beiträge zur Funktion kognitiv-verhaltensbezogener Prozesse der Tiere im Ökosystem. Beispielsweise haben Insekten detaillierte Erinnerungen an die Umgebung ihrer Nester. Auch können Insekten zählen und beim Gebrauch von Werkzeug voneinander lernen. Aus den Untersuchungen zu emotionsähnlichen Zuständen, sozialem Lernen und dem Ablauf gezielter Bewegungen bei der Entscheidungsfindung hat Chittka neuronale Modelle abgeleitet.

## Mitgliedschaften (Auswahl)
- Seit 2004: Royal Entomological Society of London[1]
- seit 2004: The Linnean Society of London
- seit 2009: Society of Biology
- 2017–2018: Fellowship im Wissenschaftskolleg zu Berlin
- seit 2021: Deutsche Akademie der Naturforscher Leopoldina

## Veröffentlichungen (Auswahl)

### Bücher
- Cognitive Ecology of Pollination. Animal Behaviour and Floral Evolution. Cambridge University Press, Cambridge 2001, ISBN 978-0-52178195-4.
- The Mind of a Bee. Princeton University Press, Princeton 2022, ISBN 978-0-69118047-2, Rezension.[2]
- Im Cockpit der Biene. Wie sie denkt, fühlt und Probleme löst. Dt. von Karin Fleischanderl, Folio, Wien/Bozen 2024, ISBN 978-3-85256-897-3

### Fachzeitschriften
In Fachzeitschriften verzeichnet Lars Chittka – zum Teil zusammen mit anderen Autoren – in den Jahren von 1988 bis 2022 eine Gesamtzahl von 264 Veröffentlichungen.  Der Hirsch-Index beträgt 89. Hier sind einige ausgewählte Veröffentlichungen notiert:
- mit Thomas Felix Döring: Visual ecology of aphids—a critical review on the role of colours in host finding. In: Arthropod-Plant Interactions (2007) Band 1, S. 3–16, (PDF)
- mit Angeles Mena Granero, Jose M. Guerra Sanz, Francisco J. Egea Gonzalez, Jose L. Martinez Vidal, Anna Dornhaus, Junaid Ghani, Ana Roldan Serrano: Chemical compounds of the foraging recruitment pheromone in bumblebees. In: Naturwissenschaften. 92, 2005, S. 371–374, doi:10.1007/s00114-005-0002-0.
- Camouflage of predatory crab spiders on flowers and the colour perception of bees (Aranida: Thomisidae/Hymenoptera: Apidae). In: Entomologia Generalis, 25, Nr. 3, 2001, S. 181–187, (PDF)
- mit Johannes Spaethe, Jürgen Tautz: Visual constraints in foraging bumblebees: flower size and color affect search time and flight behavior. In: Proceedings of the National Academy of Sciences. Band 98, Nr. 7, 2001, S. 3898–3903.